# Melvin Platje
Melvin Platje est un footballeur néerlandais, né le 16 décembre 1988 à Naarden. Il évolue au poste d'attaquant avec l'Amsterdamsche FC.

## Biographie
Melvin Platje évolue dans de nombreux pays : aux Pays-Bas, en Azerbaïdjan, en Suède, en France, en Allemagne, en Belgique et enfin en Indonésie.
Il dispute notamment 93 matchs en première division néerlandaise (Eredivisie), inscrivant 22 buts, et 135 matchs en deuxième division néerlandaise (Eerste Divisie), marquant 64 buts.
Lors de la saison 2010-2011, il se met en évidence en inscrivant 21 buts en Eerste Divisie, ce qui constitue sa meilleure performance. Cette saison là, il est l'auteur de quatre doublés.

## Palmarès
- FC Volendam
  - Champion des Pays-Bas de D2 en 2008

- FK Neftchi Bakou
  - Finaliste de la Supercoupe d'Azerbaïdjan en 2013

- Bali United
  - Champion d'Indonésie en 2019

## Statistiques
| Saison    | Club              | Pays                   | Championnat         | Coupes nationales | Coupes continentales |
| --------- | ----------------- | ---------------------- | ------------------- | ----------------- | -------------------- |
| 2007-2008 | FC Volendam       | Eerste divisie         | 11 matchs / 1 but   | -                 | -                    |
| 2008-2009 | FC Volendam       | Eredivisie             | 32 matchs / 7 buts  | 4 matchs / 3 buts | -                    |
| 2009-2010 | FC Volendam       | Eerste divisie         | 23 matchs / 14 buts | 1 match / 1 but   | -                    |
| 2010-2011 | FC Volendam       | Eerste divisie         | 33 matchs / 21 buts | 7 matchs / 5 buts | -                    |
| 2011-2012 | NEC Nimègue       | Eredivisie             | 28 matchs / 6 buts  | 4 matchs / 2 buts | -                    |
| 2012-2013 | NEC Nimègue       | Eredivisie             | 33 matchs / 9 buts  | 1 match           | -                    |
| 2013-2014 | FK Neftchi Bakou  | Unibank Premyer Liqası | 14 matchs / 1 buts  | 2 matchs          | 2 matchs (C1)        |
| 2014      | Kalmar FF         | Allsvenskan            | 4 matchs            | -                 | -                    |
| 2014-2015 | VVV Venlo         | Eerste divisie         | 33 matchs / 14 buts | 6 matchs / 2 buts | -                    |
| 2015-2016 | Stade brestois 29 | Ligue 2                | 12 matchs / 1 but   | 1 match           | -                    |
| 2015-2016 | FC Hansa Rostock  | 3.Liga                 | 13 matchs / 1 but   | -                 | -                    |
| 2016-2017 | FC Hansa Rostock  | 3.Liga                 | 12 matchs           | 1 match           | -                    |
| 2016-2017 | Lommel United     | Proximus League        | 2 matchs            | -                 | -                    |

Dernière mise à jour le 22/02/2017